# 斯托里縣 (愛阿華州)
斯托里縣（英語：Story County）是美國愛荷華州中部的一個縣。面積1,486平方公里。根据美國2000年人口普查，共有人口79,981人。縣治內華達。
成立於1846年1月13日，縣政府成立於1853年6月1日。縣名紀念聯邦眾議員、美國最高法院法官約瑟·斯托里。